# Dán Aranypart
Dán Aranypart az egykori Aranypart (nagyjából megfelel a mai Ghánának) része volt, a nyugat-afrikai Guineai-öböl partvidékén (emiatt Dán Guinea néven is ismert). A dánok gyarmatosították, először közvetetten a Dán Nyugat-Indiai Társaság révén, majd a dán korona gyarmata lett.

## Története
1658-tól kezdve számos dán telepet hoztak létre Aranypart keleti részén:
- Fort Fredensborg (Ningo, 1734 – 1850. március)
- Fort Christiansborg (Accra/Osu, 1658 – 1659. április, 1661- 1680. december, 1683. február – 1693, 1694 – 1850)
- Fort Augustaborg (Tshe, 1787 – 1850. március)
- Fort Prinsensten (Keta, 1780- 1850. március 12.)
- Fort Kongensten (Ada, 1784 – 1850. március)
- Carlsborg (Cape Castle, 1658. február – 1659. április 16., 1663. április 22. – 1664. május 3.)
- Cong (Cong Height, 1659 – 1661. április 24.)
- Fort Frederiksborg (Amanful vagy Amanfro, 1659 – 1685. április 16.)

1663. április 20-án Fort Christiansborg és Carlsborg (Cape Castle) megszerzése zárta le Svéd Aranypart telepeinek annexióját. 1674 – 1755 között a telepeket a Dán Nyugat-Indiai Társaság igazgatta. 1680 decembere és 1682. augusztus 29. között portugálok foglalták el Fort Christiansborgot.
1750-ben dán koronagyarmat lett. 1782 – 1785 között brit megszállás alá került. 1850. március 30-án Dán Aranypart összes telepét eladták a Brit Birodalomnak, és Brit Aranypart része lett.